# Can Parareda (Tàrrega)
Can Parareda és una obra de Tàrrega (Urgell) inclosa a l'Inventari del Patrimoni Arquitectònic de Catalunya.

## Descripció
És una casa de pisos, fent xamfrà amb el carrer de Sant Roc, bastida l'any 1917 i realitzada per un mestre d'obres en el primer eixample de Tàrrega. L'edifici, de planta rectangular i de grans dimensions en metres quadrat, està estructurat en planta baixa i dos pisos. Tota la façana, tant el mur oest com el mur sud estan fets a base de carreus de pedra totalment tapats per un arrebossat. A la planta baixa, que mira a l'Avinguda Catalunya, però, presenta un aplacat de pedra que el diferencia de la resta del conjunt de l'edifici. En aquesta zona s'obren dues obertures, una d'elles és un establiment comercial i l'altra és una de les moltes portes d'ingrés als habitatges. Aquesta és de molt alçada, esvelta i rematada amb un arc rebaixat. A l'altra façana s'obren moltes més portes, totes elles diferents.
A la primera planta s'obren molts finestrals seguint l'eix estructural de tota la façana. Cadascuna d'elles és de similars característiques (allargassades, esveltes i amb una forma d'arc rebaixat a la part superior). Totes elles estan emmarcades amb una sanefa de pedra que les destaca respecte l'arrebossat que les rodeja. Les dues que estan encarades a l'Avinguda Catalunya s'obren en un balcó únic. En el xamfrà de l'edifici s'obre una més que destaca per la seva balconada. És amb una forma circular adaptant-se a l'angle recte corbat que crea la cantonada de la casa. A la façana oest es poden comptar fins a cinc finestres, dues de les quals, les centrals, tenen balcó.
En el segon pis, es torna a repetir la mateixa estructura que el primer. Les obertures estan al mateix nivell situant-se just damunt seu. Aquestes són de reduïdes dimensions, quadrangulars i sense cap tancament respecte de l'exterior.
Tot l'edifici està cobert per una cornisa de remat que sobresurt de la façana la qual és d'una sola vessant i de teula àrab.